# 同羽毛蕨
同羽毛蕨（学名：Cyclosorus simillimus）为金星蕨科毛蕨属下的一个种。